# Asiorella
Asiorella is een geslacht van kevers uit de familie bladkevers (Chrysomelidae).
De wetenschappelijke naam van het geslacht werd in 1990 gepubliceerd door Medvedev.

## Soorten
- Asiorella caraboides Medvedev, 1990